# 順豪地產
順豪地產發展有限公司，簡稱順豪地產發展，以及順豪地產（英語：Shun Ho Property Development Limited，港交所除牌時0263.HK），在1987年，以「Lamoni Limited」成立，當時經營房產業務。前順豪資源集團有限公司旗下公司。
在1991年，由前商人郭應泉（馮峰前女婿）收購，更名為新貽投資控股有限公司，但在1993年，被新海康航業投資有限公司收購，更名為保興投資控股有限公司。再在2008年5月16日，更名為中國雲錫礦業集團有限公司至今。

## 連結
- CYTMG.com （页面存档备份，存于）